# Wailly Communal Cemetery
Wailly Communal Cemetery is een begraafplaats gelegen in de Franse plaats Wailly (Pas-de-Calais). De militaire graven worden onderhouden door de Commonwealth War Graves Commission.
De begraafplaats telt 2 geïdentificeerde Gemenebest graven uit de Tweede Wereldoorlog.